# Peak Dale
Peak Dale – wieś w Anglii, w hrabstwie Derbyshire, w dystrykcie High Peak. Leży 49 km na północny zachód od miasta Derby i 231 km na północny zachód od Londynu.